# L’Écho de Paris
L’Écho de Paris war eine Tageszeitung in Paris von 1884 bis 1944.
Die Ausrichtung der Redaktion war konservativ und nationalistisch. Für sie tätige Schreiber waren u. a. Octave Mirbeau, Henri de Kérillis, Georges Clemenceau, Henry Bordeaux, François Mitterrand, Jérôme Tharaud und Jean Tharaud, Camille Saint-Saëns. Redakteur dort war u. a. Franc-Nohain, Illustrator u. a. Abel Faivre. Die Zeitung fusionierte 1938 mit Le Jour und nannte sich fortan Jour-Écho de Paris.